# Gerald Posner
Pour les articles homonymes, voir Posner.
Gerald Posner (né le 20 mai 1954, San Francisco) est un journaliste d'investigation et un écrivain américain.

## Biographie
Fils unique de Jerry et Gloria Posner, une famille de syndicalistes, il étudie à St. Ignatius College Preparatory (1972), à l'University of California, Berkeley (1975), et à l'École de droit Hastings de l'université de Californie (1978). Il épouse Trisha Posner.